# Мога пак
„Мога пак“ е вторият попфолк албум на българската попфолк певица Цветелина Янева. Той излиза на 6 декември 2012 г. Преди официалното пускане на албума на пазара певицата прави и промоция, която се състои на 27 ноември 2012 г. Близо 300 души алплодират младата певица в Sofia Live club. Там изпълнява както новите, така и някои по-стари парчета на живо с оркестър. В албума са включени 10 напълно нови песни. Също така албума съдържа и втори диск с видеоклиповете на Цветелина Янева от края на 2010 до 2012 г. включително.

## Списък с песните

### CD
| #  | Песен               | Музика                  | Аранжимент              | Текст             |
| -- | ------------------- | ----------------------- | ----------------------- | ----------------- |
| 1  | С какъвто се хванах | Велислав Драганински    | Велислав Драганински    | Мариета Ангелова  |
| 2  | В твоя стил         | Даниел Ганев            | Даниел Ганев            | Мариета Ангелова  |
| 3  | Счупени неща        | Калин Димитров          | Калин Димитров          | Радостина Денчева |
| 4  | Безопасна           | Спас Лазаров            | Спас Лазаров            | Росен Димитров    |
| 5  | Много повече от мен | Diamond Beat Production | Diamond Beat Production | Лора Димитрова    |
| 6  | Още ли              | Kiriakos Papadopoulos   | Велислав Драганински    | Мариета Ангелова  |
| 7  | Нещо голямо         | Vasilis Gavrilidis      | Велислав Драганински    | Росен Димитров    |
| 8  | Несъвместими        | Артан Кастрати          | Калин Димитров          | Радостина Денчева |
| 9  | Ще се гордееш       | Велислав Драганински    | Велислав Драганински    | Росен Димитров    |
| 10 | Фетиш               | Калин Димитров          | Калин Димитров          | Радостина Денчева |

### DVD
| Видеоклип           | Премиера   | Албум    | Режисьор       |
| ------------------- | ---------- | -------- | -------------- |
| Давай, разплачи ме  | 24.12.2010 | Мога пак | Николай Нанков |
| Притеснявай ме      | 29.04.2011 | Мога пак | Николай Нанков |
| По-страшно          | 23.07.2011 | Мога пак | Николай Нанков |
| Брой ме             | 07.11.2011 | Мога пак | Николай Нанков |
| Никога и никъде     | 01.01.2012 | Мога пак | Николай Нанков |
| Мога пак            | 18.02.2012 | Мога пак | Николай Нанков |
| Две черти           | 29.05.2012 | Мога пак | Николай Нанков |
| Бонбони             | 13.07.2012 | Мога пак | Николай Нанков |
| С какъвто се хванах | 27.11.2012 | Мога пак | Николай Нанков |
| Още ли              | 01.01.2013 | Мога пак | Николай Нанков |
| Счупени неща        | 09.04.2013 | Мога пак | Николай Нанков |

## ТВ Версии
| Видеоклип          | Албум    | Програма/Режисьор            |
| ------------------ | -------- | ---------------------------- |
| Давай, разплачи ме | Мога пак | Коледна програма на „Коледа“ |
| Никога и никъде    | Мога пак | Коледна програма „Тази нощ“  |
| Безопасна          | Мога пак | Людмил Иларионов – Люси      |
| Ще се гордееш      | Мога пак | Людмил Иларионов – Люси      |
| В твоя стил        | Мога пак | Николай Нанков               |

## Музикални изяви

### Участия в концерти
- Награди на телевизия „Планета“ за 2010 г. – изп. „Какво правим сега“ и „Давай, разплачи ме“
- Награди на списание „Нов фолк“ за 2010 г. – изп. „Давай, разплачи ме (ремикс)“
- 10 години телевизия „Планета“ – изп. „По-страшно“ и „Брой ме“
- Награди на телевизия „Планета“ за 2011 г. – изп. „Никога и никъде“ и „Мога пак“
- 2 години „Планета HD“ – изп. „Мога пак“, „Две черти“ и „За контакти“
- 11 години телевизия „Планета“ – изп. „С какъвто се хванах“ и „Нещо голямо“
- Награди на телевизия „Планета“ за 2012 г. – изп. „Счупени неща“, „В твоя стил“ и „Влез“